# Трилопатія п'ятизубчаста
Трилопатія п'ятизубчаста (Tritomaria quinquedentata) — вид печіночників порядку юнгерманіальних (Jungermanniales).
Таксон вважається синонімом до Trilophozia quinquedentata (Huds.) Bakalin.

## Поширення
Батьківщиною є Європа, Азія, Північна Америка.
Вид живе в помірно затінених і помірно вологих місцях на нейтральному чи слабокислому субстраті. Тут росте на силікатних і карбонатних ґрунтових породах, інколи епіфітно на основах дерев, рідше на мертвій деревині. Над межею дерев часто зустрічається досить часто як ґрунтовий мох у насадженнях гірської сосни.

## Характеристика

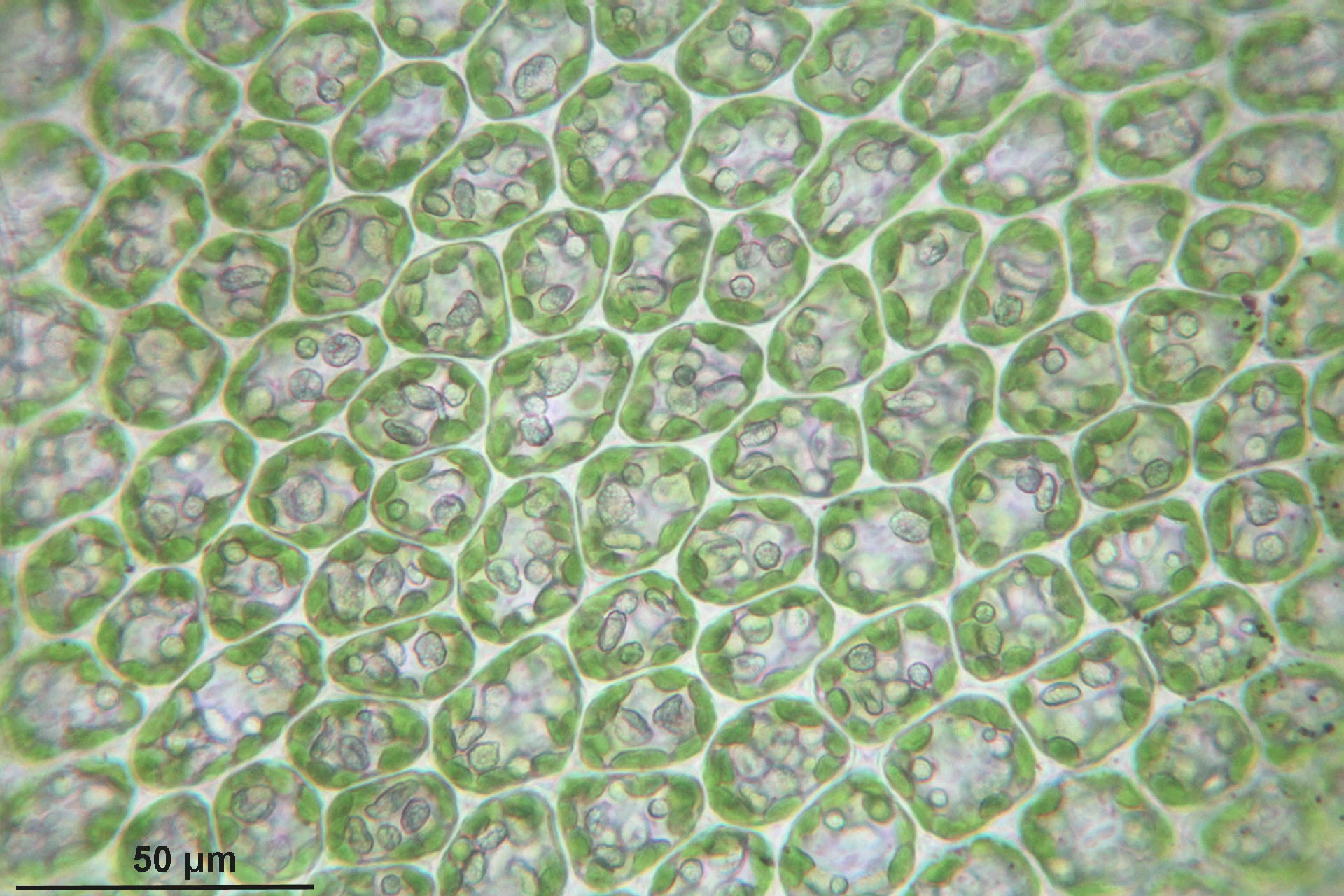
Листкові клітини з хлоропластами та масляними тільцями

Рослини від зелених до коричнево-зелених, розпростерті, довжиною до 5 сантиметрів і шириною від 2 до 3 міліметрів. Вони або утворюють потужні килимки, або спорадично ростуть серед інших мохів. Нижня сторона стебла густо вкрита ризоїдами. Листки від косих до поперечних, довжиною та шириною приблизно від 1 до 1,4 мм, асиметричні та розділені на три частки дуже різного розміру у верхній частині. Задня більша частка листа тупа або загострена, інші дві менші — колючі. На одну клітину листка припадає від 6 до 15 масляних тілець. Підлистки відсутні або є лише на кінці стебла. Статевий розподіл дводомний. Іноді утворюються спорогони. Виводкові тіла відсутні або рідкісні.